# Randy Schekman
Randy Wayne Schekman (Saint Paul, 30 dicembre 1948) è un biologo statunitense.
Schekman è un biologo cellulare presso la University of California, Berkeley ed ex direttore della rivista Proceedings of the National Academy of Sciences.

## Biografia
Schekman è nato a Saint Paul, una città del Minnesota. Schekman ha ricevuto un Bachelor of Arts in Scienze Molecolari presso la University of California (UCLA), a Los Angeles, nel 1971. Il suo terzo anno di laurea lo ha trascorso presso l'Università di Edimburgo in Scozia, a seguito di un programma di scambio di studenti. Nel 1975 ha conseguito un dottorato di ricerca presso l'Università di Stanford per la ricerca sulla replicazione del DNA. A partire dal 1991, Schekman è stato un ricercatore del Howard Hughes Medical Institute, Divisione di Biochimica e Biologia Molecolare, Dipartimento di Biologia Cellulare e Molecolare presso l'Università della California, a Berkeley. Il laboratorio di Schekman, presso quella università, ha svolto attività di ricerca inerente agli aspetti molecolari del processo di assemblaggio della membrana e del traffico vescicolare nelle cellule eucariotiche, tra cui i lieviti. Prima di allora, Schekman è stato un membro di facoltà del disciolto Dipartimento di Biochimica presso la stessa università.
Nel 1992 fu eletto membro dell’United States National Academy of Sciences. Schekman è anche membro del comitato di selezione per le scienze della vita e della medicina, che sceglie i vincitori del Premio Shaw. Nel 2002 Schekman ricevette il Albert Lasker Award for Basic Medical Research e il Louisa Gross Horwitz Prize della Columbia University insieme a James Rothman per la loro scoperta della transizione delle membrane cellulari, un processo che le cellule usano per organizzare le loro attività e comunicare con l'ambiente che le circondano. Nel 2011 è stato annunciato che sarebbe stato editor di eLife, una nuova rivista scientifica open access, lanciata nel 2012, la cui pubblicazione è curata dall'Howard Hughes Medical Institute, dalla Max Planck Society e dal Wellcome Trust. Nel 2013 gli è stato assegnato il premio Nobel per la medicina, assieme a James Rothman e Thomas Südhof, per la scoperta dei geni che codificano per le proteine che regolano il traffico delle vescicole.

### Dichiarazioni
In un'intervista al famoso giornale britannico the Guardian, Randy Schekman rilascia delle dichiarazioni riguardanti le grandi riviste scientifiche (facendo il nome di Nature, Science o Cell), additandole come colpevoli di danneggiare l'attività di ricerca scientifica.
Secondo Randy Schekman l'incentivo più forte nella ricerca scientifica è quello di vedere pubblicate le proprie ricerche nelle prestigiose riviste scientifiche, poiché a questo viene fatto coincidere il più alto riconoscimento del proprio lavoro; tale ragionamento è razionale, ma non porta sempre a servire gli interessi della propria professione, ne quelli dell'umanità o della società. Questo perché le grandi riviste scientifiche tendono a "curare in modo aggressivo i loro brands mettendo al primo posto la vendita di abbonamenti, più che la pubblicazione di tutte le ricerche più significative" "mentre pubblicano molte ricerche rilevanti, tendono tuttavia a non pubblicare tutte le ricerche rilevanti, ne sono gli unici a pubblicarle".
Nell'articolo Randy Schekman critica sia la selezione assai restrittiva delle ricerche pubblicate da parte delle riviste scientifiche famose, sia l'impact factor, considerandolo come un trucco di marketing dietro il quale le grandi riviste acquistano notorietà; infatti l'impact factor misura solamente il numero delle volte che una determinata rivista scientifica risulta quotata nelle ricerche scientifiche successive, senza considerare la qualità o l'importanza della ricerca stessa "una rivista scientifica può venire quotata perché pubblica ricerche significative, o anche perché pubblica qualcosa di accattivante, provocativo o addirittura sbagliato". Questo influenza l'attività di ricerca, in quanto la indirizza in quella direzione dove è possibile tirare fuori le conclusioni che vogliono queste riviste, scoraggiando invece una direzione che potrebbe essere più importante, ma magari meno accattivante ai lettori.

## Riconoscimenti
- 2002 Premio Albert Lasker per la ricerca medica di base e Premio Louisa Gross Horwitz della Columbia University (insieme a James Rothman) per le scoperte sulla transizione delle membrane cellulari.
- 2010 Premio Massry della Scuola di Medicina Keck, Università della California del Sud
- 2013 Premio Nobel per la medicina, assieme a James Rothman e Thomas Südhof, per la scoperta dei geni che codificano per le proteine di regolazione del traffico vescicolare.